# Ryan Millar
Pour les articles homonymes, voir Millar.
Ryan Millar est un américain joueur de volley-ball, né le 22 janvier 1978 à San Dimas (Californie). Il mesure 2,00 m et joue central. Il totalise 188 sélections en équipe des États-Unis.

## Clubs
| Club                     | Pays       | De        | À         |
| ------------------------ | ---------- | --------- | --------- |
| Université de Palmdale   | États-Unis | 1994-1995 | 1997-1998 |
| Équipe des États-Unis    | États-Unis | 1998-1999 | 1999-2000 |
| Conad Volley Forlì       | Italie     | 2000-2001 | 2000-2001 |
| Gabeca Montichiari       | Italie     | 2001-2002 | 2004-2005 |
| Itas Diatec Trente       | Italie     | 2005-2006 | 2005-2006 |
| Brigham Young University | États-Unis | 2006-2007 | 2006-2007 |
| Sparkling Volley Milan   | Italie     | 2007-2008 | 2007-2008 |
| Istanbul BB              | Italie     | 2008-2009 | …         |

## Palmarès
- Jeux olympiques (1)
  - Vainqueur : 2008
- Ligue mondiale (1)
  - Vainqueur : 2008
- Championnat de Turquie (1)
  - Vainqueur : 2009